# Egidius van Assisi

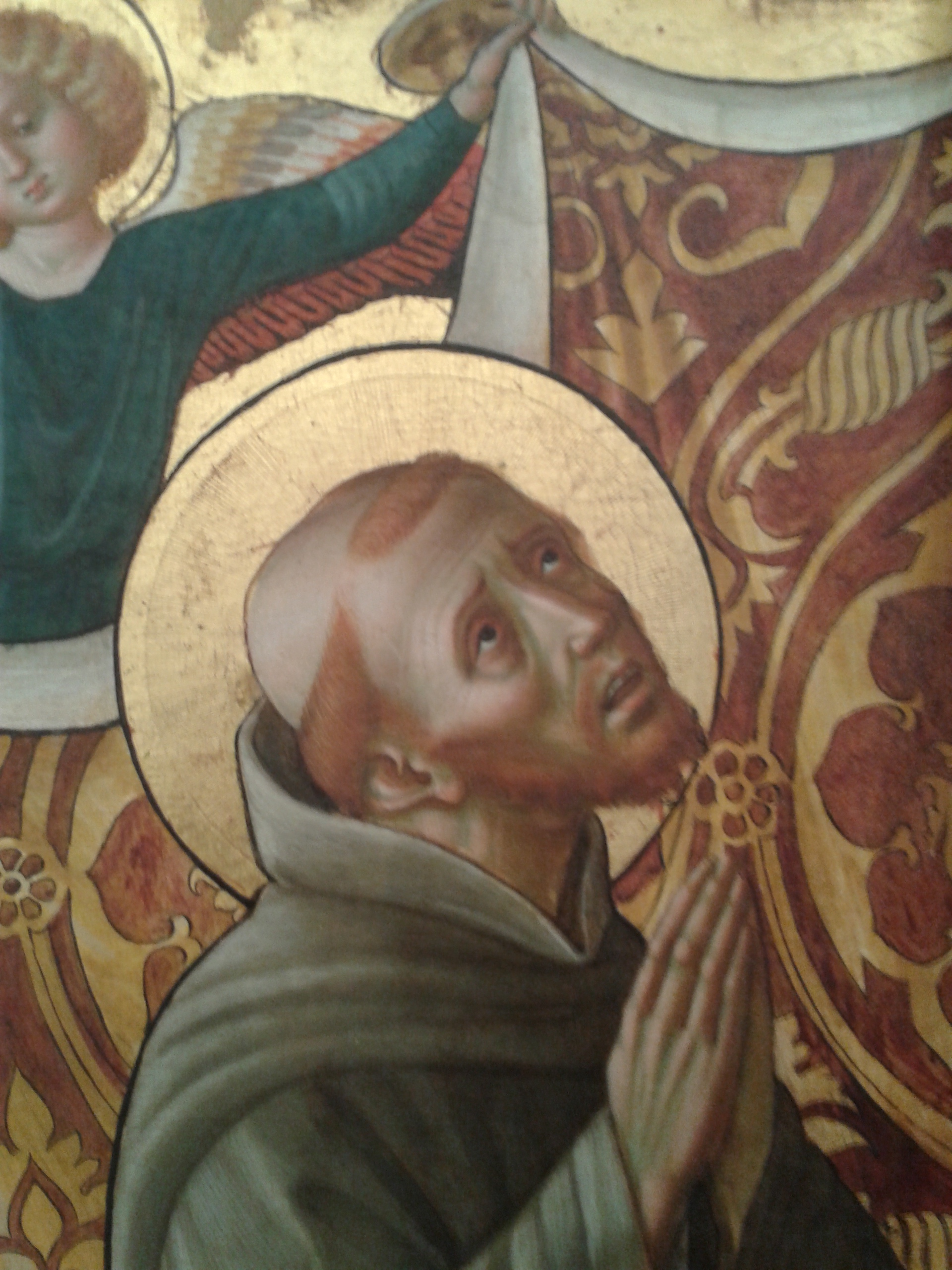
Egidius van Assisi

Egidius van Assisi, ook broeder Egidius genoemd (Assisi, circa 1190 - Perugia, 23 april 1262), was een Italiaans franciscaan en de derde volgeling van Franciscus van Assisi. Hij werd bekend door zijn uitspraken die verzameld werden.

## Volgeling van Franciscus
Egidius was een eenvoudige boerenzoon uit de omgeving van Assisi. Een week na Bernardus van Quintavalle en Petrus Catani werd hij op 23 april 1208 de derde volgeling van Franciscus. In tegenstelling tot de twee eerste volgelingen, die geleerden waren, kon Egidius lezen noch schrijven. Egidius ging naar Portiuncula om er Franciscus te ontmoeten, nadat hij de verhalen van de andere volgelingen had gehoord. Bij het zien van Franciscus besliste hij onmiddellijk zich ook aan te sluiten. Franciscus was blij met deze gezel en zei dat "de Heer een goede broeder had gestuurd". Egidius gaat dan samen met Franciscus naar de stad om zijn kledij in te ruilen voor bedelaarskleren. Vervolgens moet hij melaatsen gaan verplegen.
Meer dan anderen maakte Egidius veel pelgrimstochten. In 1209 gingen de vier franciscanen twee per twee predikend op tocht door Italië. Franciscus ging samen met Egidius naar de Marken van Ancona. Daar werden ze niet altijd enthousiast onthaald: soms werden ze uitgejouwd als "dwazen" en zelfs met stenen bekogeld. Niet lang nadat ze terug in Assisi waren, werd een grotere missioneringstocht vastgelegd: Egidius ging dan met Bernardus van Quintavalle naar Spanje, meer bepaald naar Santiago de Compostella. Ook dit was een zware tocht, met honger, dorst en kou. In 1210 ging Franciscus met zijn - toen al 12, waaronder Egidius - volgelingen naar Rome om goedkeuring te vragen voor hun levensvorm. Die kregen ze.
Tussen 1211 en 1215 deed Egidius nog meer pelgrimstochten. Zo ging hij alleen naar het heiligdom van Sint-Michaël op de Garganoberg in Apulië en naar de Sint-Nicolaasbasiliek in Bari. Hij was ook de eerste franciscaan die het Heilig Land bezocht. Onderweg hield hij zich bezig met meditatie, preken en handenarbeid voor zijn levensonderhoud. Als hij terug was, liet Franciscus hem de vrijheid om te leven zoals hij dat zelf wilde. Egidius verkoos echter duidelijke opdrachten te volgen van Franciscus, die hem dan naar een kluis bij Perugia stuurde. Egidius zou daar vier jaar blijven, tussen 1215 en 1219. In franciscaanse kluizenarijen leefden broeders slechts met twee of drie medebroeders samen.
In 1219 organiseerden Franciscus en zijn orde een grote missioneringsactie naar Saraceense gebieden. Franciscus ging zelf naar Egypte en zond Egidius met een gezel naar Tunesië. Egidius, evenals de andere franciscaanse missionarissen, hoopte een marteldood te sterven. In Tunis stootte hij echter op verzet. De christenen die er woonden hadden zich steeds op de achtergrond gehouden, maar de franciscanen begonnen te preken en riepen heftige weerstand op. Om meer problemen te voorkomen brachten de plaatselijke christenen Egidius en zijn compagnon 's nachts naar een schip. De volgende ochtend gingen de mohammedanen naar de haven om de franciscanen te vatten. Vanop het schip daagde Egidius hen nog verder uit door te stellen dat ze Mohammed moesten laten vallen en zich tot Christus bekeren. Omdat de woede van de mohammedanen te groot was, vertrokken ze per schip terug naar Italië.
In 1226, als Franciscus stervende is, werden zijn eerste volgelingen Bernard van Quintavalle en Egidius bij hem geroepen. Franciscus gaf hen nog de zegen en zij waren aanwezig toen hij stierf.

## Na de dood van Franciscus
Het verdere leven van Egidius kenmerkte zich door contemplatie en mystieke ervaringen - zijn eerste mystieke ervaring had hij al in 1215. In de winter van 1226-1227 had hij zijn meest intensieve godservaring: deze duurde drie dagen. Later zou hij de stadia van het contemplatieve leven beschrijven in zeven fasen, getypeerd door de trefwoorden vuur, zalving, extase, schouwen, smaken, rust en heerlijkheid. Hierdoor kreeg hij de naam broeder "van de hoge contemplatie" ("magnae contemplationis"). Rond die tijd trok Egidius zich terug uit het openbare leven en ging hij wonen in een franciscaanse kluizenarij in Cetona, waar hij verbleef tot 1234. Dan verhuisde hij naar een andere kluizenarij in Monteripido bij Perugia, waar hij zou blijven tot zijn dood. Wanneer Egidius in 1241 vernam dat Bernardus van Quintavalle, die elders in een kluizenarij verbleef, stervende was, ging hij hem opzoeken en bleef bij hem tot hij gestorven was.
Toen Egidius zich definitief teruggetrokken had in een kluis, groeide de interesse voor hem. Hij werd opgezocht door allerlei gewone mensen en hoogwaardigheidsbekleders.
Binnen de franciscaanse orde ontstonden spanningen tussen de aanhangers van de strikte lijn, die de oorspronkelijke regel van Franciscus wilden volgen (later werden deze Spiritualen genoemd) en de meer progressieven of veranderingsgezinden, die de gewoonten wilden aanpassen aan de noden van de tijd. Egidius en de meesten die Franciscus nog hadden gekend, sloten zich aan bij de behoudsgezinden. Egidius verzette zich tegen de grote kerk die boven het graf van Franciscus werd gebouwd en tegen de offerblok die geplaatst werd om de kerk te bekostigen. Hij was ook tegen hogescholen binnen de orde en te veel nadruk op geleerdheid. In zijn uitspraken zijn duidelijke, scherpe verwijzingen naar deze evoluties te vinden.
Op 23 april 1262 stierf hij. Zijn lichaam werd in een vroegchristelijke sarcofaag gelegd in de kerk van het franciscanerklooster te Perugia, waar een sterke verering ontstond.

## Egidius in de oude literatuur
Als een van de eerste volgelingen werd zijn naam vermeld in veel 13e-eeuwse bronnen over Franciscus. Zo wordt hij vermeld door Thomas van Celano in de eerste en tweede levensbeschrijving van Franciscus. In de Fioretti of "Bloempjes" van Sint-Franciscus, een 14e-eeuwse bundel wonderlijke vertellingen over Franciscus en zijn eerste volgelingen, is een heel deel met meerdere hoofdstukken over zijn leven gewijd aan Egidius. In een ander hoofdstuk in de Fioretti staat dat Lodewijk IX van Frankrijk Egidius zou zijn komen opzoeken, doch dit lijkt niet historisch correct te zijn. Er bestaat ook een afzonderlijke levensbeschrijving van Egidius, geschreven door broeder Leo, eveneens een van de vroege volgelingen van Franciscus. Broeder Leo zou dit geschreven hebben tussen 1262 (het jaar waarin Egidius stierf) en 1271 (het jaar waarin Leo stierf).

## Zaligverklaring en verering
Als enige van de gezellen van Franciscus werd Egidius zalig verklaard. Dit gebeurde door paus Pius VI in 1777. De feestdag van Egidius valt op 23 april.
De verering van Egidius viel langzaam stil in de 19e eeuw. Toen het franciscanerklooster in Perugia leeg kwam te staan, werd de sarcofaag in 1872 overgebracht naar het stadsmuseum. Daar staat die nog steeds. Joachim Pecci, de aartsbisschop van Perugia en de latere paus Leo XIII, liet de beenderen van Egidius uit de sarcofaag halen en in een reliekschrijn plaatsen in de kapel van het aartsbisdom. In 1920 werd het gebeente naar Monteripido gebracht, waar Egidius de laatste 20 jaar van zijn leven doorbracht.

## Uitspraken
Heel wat uitspraken van en verhalen rond Egidius werden verzameld onder de naam "Dicta Aegidii". Een aantal hiervan werd in het Nederlands vertaald: zie de eerste bron. Broeder Leo, maar ook andere medebroeders verzamelden de uitspraken. Reeds in de 13e eeuw werden ze gebundeld. Het zijn vooral eenvoudige uitspraken of verhaaltjes, vergelijkbaar met de uitspraken van de woestijnvaders.